# Anginon swellendamense
Anginon swellendamense är en flockblommig växtart som först beskrevs av Christian Friedrich Frederik Ecklon och Carl Ludwig Philipp Zeyher, och fick sitt nu gällande namn av Brian Laurence Burtt. Anginon swellendamense ingår i släktet Anginon och familjen flockblommiga växter. Inga underarter finns listade i Catalogue of Life.